# Пулитцеровская премия за очерк
Пулитцеровская премия за очерк (англ. Pulitzer Prize for Feature Writing) — номинация Пулитцеровской премии в области журналистики, созданная в 1979 году. Основными критериями выбора финалистов являются высокие литературные качества и стиль изложения:

За выдающийся очерк, при создании которого первостепенное внимание уделялось качеству письма, оригинальности и краткости изложения. Допускается использование любого доступного журналистского инструмента.Оригинальный текст (англ.)For distinguished feature writing giving prime consideration to quality of writing, originality and concision, using any available journalistic tool.

## История
В первые десятилетия существования Пулитцеровской премии не существовало отдельной номинации за очерк, несмотря на значимость этого жанра для американской журналистики. Предположительно, Совет и жюри премии опасались, что номинация с акцентом на авторский стиль снизит значимость освещаемых в выдвинутых материалах тематик. Так, редактор Ли Хилс в своей переписке отмечал: 
<...> вызовут лавину заявок, многие из которых будут сомнительного качества. Каждая заметка о пожарном, спасающем соседского кота, будет подана к участию. А также стандартные очерки о детях, гениальных чадах, сельских учителях, исправившихся алкоголиках и падающих звездах.Оригинальный текст (англ.)<...> would touch off an avalanche of entries, many of them of dubious quality. Every feature about a fireman rescuing the neighbor's cat would come in. Also the usual features about babies, bright children, rural teachers, reformed alcoholics and fallen stars.
 Тем не менее по инициативе журналистского сообщества член Совета премии Бен Брэдли выступил в 1978 году с предложением ввести соответствующую категорию. Совместно с редактором Юджином Паттерсоном он подготовил описание и критерии награды, которая была впервые вручена в 1979 году.

## Лауреаты
| Год  | Лауреат                | Издание                             | Комментарий |
| ---- | ---------------------- | ----------------------------------- | --- |
| 1979 | Джон Д. Франклин       | Baltimore Sun                       | За материал о хирургии головного мозга. |
| 1980 | Мадлен Блейс           | Miami Herald                        | За статью «Последний бой Зеппа» (англ. «Zepp's Last Stand»). |
| 1981 | Тереза Карпентер       | Village Voice                       | (Первоначально награду присудили Джанет Кук из Washington Post, но её вернули через два дня после того, как издание выяснило, что победный материал был сфабрикован). |
| 1982 | Саул Петт              | Associated Press                    | За статью о федеральной бюрократии. |
| 1983 | Нан С. Робертсон       | New York Times                      | За памятный и, с медицинской точки зрения, подробный отчёт о борьбе автора с инфекционно-токсическим шоком. |
| 1984 | Питер Марк Ринарсон    | Seattle Times                       | За статью «Заставь его летать» (англ. «Making It Fly») о новом лайнере Boeing 757. |
| 1985 | Элис Штейнбах          | Baltimore Sun                       | За рассказ о мире слепого мальчика «Мальчик с необычным восприятием» (англ. «A Boy of Unusual Vision»). |
| 1986 | Джон Кэмп              | St. Paul Pioneer Press and Dispatch | За серию из пяти статей о жизни семьи американских фермеров, столкнувшихся с крупнейшим сельскохозяйственным кризисом в США после депрессии. |
| 1987 | Стив Твомей            | Philadelphia Inquirer               | За познавательный очерк о жизни на борту авианосца. |
| 1988 | Жаки Банашински        | St. Paul Pioneer Press and Dispatch | За трогательную серию о жизни и смерти жертвы СПИДа из сельской местности. |
| 1989 | Дэвид Цуккино          | Philadelphia Inquirer               | За захватывающую серию статей «Быть чёрным в Южной Африке» (англ. «Being Black in South Africa»). |
| 1990 | Дэйв Кёртин            | Colorado Springs Gazette Telegraph  | За увлекательный материал о попытке семьи восстановиться после того, как её члены сильно пострадали в возгорании от взрыва, опустошившего их дом. |
| 1991 | Шерил Джеймс           | St. Petersburg Times                | За увлекательную серию материалов о матери, отказавшейся от новорождённого ребёнка, и о влиянии этого решения на её жизнь и жизнь других. |
| 1992 | Хауэлл Рейнс           | New York Times                      | За «Подарок Грейди» (англ. «Grady's Gift») — рассказ о детской дружбе автора с экономкой его семьи и уроках, которые он вынес из этих отношений на всю жизнь. |
| 1993 | Джордж Ларднер-младший | Washington Post                     | За бесстрашное расследование убийства его дочери отчаянным человеком, который ускользнул от системы уголовного правосудия. |
| 1994 | Изабель Вилкерсон      | New York Times                      | За материал о четверокласснике из южной части Чикаго и за две истории, рассказывающие о наводнении на Среднем Западе 1993 года. |
| 1995 | Рон Сускинд            | Wall Street Journal                 | За истории о почётных студентах города Вашингтона и об их решимости выжить и процветать. Эти статьи позднее легли в основу его первой книги «Надежда в невидимом» (англ. A Hope in the Unseen). |
| 1996 | Рик Брагг              | New York Times                      | За изящно написанные истории о современной Америке. |
| 1997 | Лиза Поллак            | Baltimore Sun                       | За наглядное представление бейсбольного судьи, который перенёс смерть сына, зная, что другой сын страдает тем же смертельным генетическим заболеванием. |
| 1998 | Томас Френч            | St. Petersburg Times                | За подробное и сострадательное нарративное описание матери и двух дочерей, убитых во время каникул во Флориде, и трёхлетнего расследования преступления. |
| 1999 | Анджело Хендерсон      | Wall Street Journal                 | За портрет аптекаря, которого регулярные столкновения с вооружённым разбоем довели до насилия, что иллюстрирует последствия криминала в длительной перспективе. |
| 2000 | Джон Джозеф Морингер   | Los Angeles Times                   | За представление изолированного речного сообщества Джи-Бенде, штат Алабама, где проживает много потомков рабов, и того, как планируемая переправа на материк может изменить его жизнь. |
| 2001 | Том Халлман-младший    | The Oregonian                       | За резкий очерк об изуродованном 14-летнем мальчике, который предпочёл опасную для жизни операцию, стремясь улучшить свою внешность. |
| 2002 | Барри Сигель           | Los Angeles Times                   | За гуманный и запоминающийся портрет человека, которого обвиняют в халатности, повлёкшей смерть его сына, и судьи, рассматривающего это дело. |
| 2003 | Соня Назарио           | Los Angeles Times                   | За трогательную, исчерпывающую историю «Путешествие Энрике» (англ. «Enrique's Journey»), которая рассказывает об опасном поиске гондурасским мальчиком его матери, мигрировавшей в Соединённые Штаты. |
| 2004 | Не вручалась           | Не вручалась                        | Не вручалась |
| 2005 | Джулия Келлер          | Chicago Tribune                     | За захватывающую, тщательную реконструкцию событий смертельного 10-секундного торнадо, пронёсшегося через Ютику, штат Иллинойс. |
| 2006 | Джим Шиллер            | Rocky Mountain News                 | За пронзительную историю о майоре морской пехоты, который помогает семьям погибших в Ираке товарищей справиться с их потерей и почтить утрату. |
| 2007 | Андреа Эллиот          | New York Times                      | За душевный, хорошо детализированный портрет имама-иммигранта, стремящегося найти свой путь и служить своей вере в Америке. |
| 2008 | Джин Вайнгартен        | Washington Post                     | За хроники о всемирно известном скрипаче, который, в качестве эксперимента, играл превосходную музыку на станции метро, переполненной невнимательными пассажирами. |
| 2009 | Лейн ДеГрегори         | St. Petersburg Times                | За трогательную, богато детализированную историю о беспризорной маленькой девочке, найденной в кишащей тараканами комнате неспособной говорить или прокормить себя, которую усыновила новая семья, стремящаяся её воспитать. |
| 2010 | Джин Вайнгартен        | Washington Post                     | За запоминающиеся истории о родителях из разных слоёв общества, непреднамеренно убивающих своих детей, забывая их в машинах. |
| 2011 | Эми Эллис Натт         | Star-Ledger                         | За тщательное расследование о таинственном потоплении коммерческого рыболовецкого корабля в Атлантическом океане, повлёкшем смерть шести человек. |
| 2012 | Эли Сандерс            | The Stranger                        | За запоминающуюся историю о женщине, которая пережила жестокое нападение, унёсшее жизнь её партнёра. Материал использует смелые показания женщины из зала суда и подробности преступления для проникновенного повествования. |
| 2013 | Джон Бранч             | New York Times                      | За запоминающееся повествование о погибших в лавине лыжниках и научные пояснения, объясняющие природу таких катастроф. В материал ловко интегрированы мультимедийные элементы. |
| 2014 | Не вручалась           | Не вручалась                        | Не вручалась |
| 2015 | Диана Маркум           | Los Angeles Times                   | За репортажи из Калифорнийской долины с подробными портретами пострадавших от засухи людей, привносящими оригинальный и эмпатический взгляд на эту историю. |
| 2016 | Кэтрин Шульц           | The New Yorker                      | За первоклассный научный рассказ о разломе Каскадии, мастерский образец репортажа на экологическую тематику и стиля. |
| 2017 | Кристофер Джон Чиверс  | New York Times                      | За описание с помощью накопленных фактов и подробностей того, что послевоенная склонность к насилию у морских пехотинцев не отражает ни простое преступное поведение, ни стереотипный случай ПТСР. |
| 2018 | Рейчел Каадзи Ганса    | внештатный репортёр GQ              | За запоминающийся портрет убийцы Дилана Руфа, использующий уникальное и мощное сочетание репортажа, размышлений от первого лица и анализа исторических и культурных факторов, стоящих за убийством девяти человек в африканской методистской епископальной церкви Эмануэль в Чарлстоне, Сан-Франциско.                                        |
| 2019 | Ханна Драйер           | ProPublica                          | За серию убедительных душевных рассказов, повествующих о сальвадорских эмигрантах Лонг-Айленда, чьи жизни были разрушены из-за неудачного федерального преследования международной преступной группировки MS-13. |
| 2020 | Бен Тауб               | New Yorker                          | За разгромный очерк о более чем десятилетии жизни человека, который был похищен, подвергнут пыткам и заточён в тюрьме в Гуантанамо. Повествование смешивает репортажи с места событий и лирическую прозу, чтобы продемонстрировать в нюансах перспективный взгляд на войну США с терроризмом (внесено на рассмотрение членами Совета премии). |
| 2021 | Надя Дрост             | The California Sunday Magazine      | За смелый и захватывающий рассказ о глобальной миграции, документирующий пешее путешествие группы через Дарьенский пробел, один из самых опасных миграционных маршрутов в мире |
| 2021 | Митчелл С. Джексон     | Runner's World                      | За глубоко трогательный рассказ об убийстве Ахмода Арбери, в котором сочетаются яркое письмо, тщательный репортаж и личный опыт. |
| 2022 | Дженнифер Сеньор       | The Atlantic                        | За непоколебимый портрет семьи, переживающей утрату после 11 сентября, мастерски сочетающий личную связь автора с чутким репортажем, раскрывающим долгий путь скорби. |
| 2023 | Эли Саслоу             | Washington Post                     | За яркие индивидуальные истории о людях, борющихся с пандемией, бездомностью, наркоманией и неравенством, которые в совокупности формируют пронзительный портрет современной Америки. |
| 2024 | Кэти Энглхарт          | New York Times                      | За ее беспристрастный портрет юридических и эмоциональных проблем, с которыми сталкивается семья во время прогрессирующего слабоумия ее главы, который тонко исследует тайну сущностного «я» человека. |
| 2025 | Марк Уоррен            | Esquire                             | За трогательный портрет баптистского пастора и мэра небольшого городка, который покончил жизнь самоубийством после того, как его тайная цифровая жизнь была раскрыта правым новостным сайтом. |